# Austin Amelio
Austin Amelio (Austin, Estados Unidos, 27 de abril de 1988) es un actor estadounidense conocido por interpretar a Dwight en las series de televisión estadounidenses The Walking Dead, Fear the Walking Dead, Everybody Wants Some!! y Putting the Dog to Sleep.

## Biografía
Amelio comenzó su carrera en varias serie de cortometrajes. Sus papel que más destacó ha sido en interpretar al salvador Dwight en la serie de televisión estadounidense The Walking Dead como parte del elenco recurrente en la sexta temporada. Sin embargo en Everybody Wants Some!! resaltó mucho interpretando a Nesbit también como parte del elenco recurrente y por último en sus trabajos recurrentes interpretó a Thomas en la película Putting the Dog to Sleep.
En 2016 confirma nuevamente en interpretar a Dwight pero su personaje es ascendido al elenco principal en la serie de televisión estadounidense de la AMC The Walking Dead

## Filmografía
Películas
| Año  | película                 | Rol          | Notas        |
| ---- | ------------------------ | ------------ | ------------ |
| 2023 | Hitman                   | Jasper       | [ 8 ]        |
| 2020 | Holler                   | Hark         | [ 9 ]        |
| 2019 | Mercy Black              | Will Nylund  |              |
| 2016 | Cabin Crew               | Billy        |              |
| 2016 | Everybody Wants Some!!   | Nesbit       |              |
| 2014 | Putting the Dog to Sleep | Thomas       | Cortometraje |
| 2014 | Wind & Rain              | John         |              |
| 2014 | Deliverance Creek        | Soldado      | película     |
| 2014 | Over Again               | David        | Cortometraje |
| 2013 | A Kiss Before You Go     | Hombre #2    | Cortometraje |
| 2010 | Potluck                  | Vincent Lowe | Cortometraje |

Televisión
| Año       | Serie de TV           | Rol    | Notas        |
| --------- | --------------------- | ------ | ------------ |
| 2015–2018 | The Walking Dead      | Dwight | 22 episodios |
| 2019–2023 | Fear the Walking Dead | Dwight | 36 episodios |
| 2025      | Cuando nadie nos ve   |        |              |

## Skate Background
Amelio es un practicante del deporte del skate, fue participante de la filmación en Texas, para The Davil's Toys en 2011.